# 트랩 (컴퓨팅)
컴퓨터 과학에서 트랩(Trap)은 어떤 프로세스가 특정 시스템 기능을 사용하려고 할 때 그 기능을 운영체제에게 요청하는 방법을 말한다.

### 인터럽트와 트랩
인터럽트는 하드웨어적인 흐름의 변화이고, 트랩은 소프트웨어적이라고 할 수 있다. 인터럽트는 장치 폴링 문제 해결을 위해 입출력장치의 완료 신호로 사용할 수 있고, 트랩은 운영체제 루틴을 호출하거나, 산술 오류를 잡아내는데 사용할 수 있다.

## 같이 보기
- 인터럽트